# Филиппов, Василий Дмитриевич
Василий Дмитриевич Филиппов — советский хозяйственный, государственный и политический деятель, Герой Социалистического Труда.

## Биография
Родился в 1905 году на территории современной Волгоградской области. Член КПСС.
С 1920 года — на хозяйственной, общественной и политической работе. В 1920—1965 гг. — крестьянин, колхозник, организатор колхозного сельскохозяйственного производства, председатель колхоза «НКВД» Октябрьского района Сталинабадской области Таджикской ССР.
Указом Президиума Верховного Совета СССР от 1 марта 1948 года за получение высокого урожая хлопка при выполнении колхозом обязательных поставок и натуроплаты за работу МТС в 1947 году и обеспеченности семенами зерновых культур для весеннего сева 1948 года присвоено звание Героя Социалистического Труда с вручением ордена Ленина и золотой медали «Серп и Молот».
Умер после 1965 года в Коммунистическом районе Таджикской ССР.